# Steinfeld (Pfalz)
Steinfeld (pfälzisch Schdääfld) ist eine Ortsgemeinde im Landkreis Südliche Weinstraße im Süden von Rheinland-Pfalz und Grenzort zu Frankreich. Sie gehört der Verbandsgemeinde Bad Bergzabern an. Überregionale Bekanntheit erlangte die Gemeinde als Wohnsitz des langjährigen rheinland-pfälzischen Ministerpräsidenten Kurt Beck.

## Geographie
Steinfeld liegt im Süden der Pfalz nahe der deutsch-französischen Grenze. Mit den benachbarten Orten Schaidt, Kapsweyer und Schweighofen bildet die Gemeinde Steinfeld den sogenannten Viehstrich. Der Süden der Gemarkung ragt in den Bienwald hinein. Der in West-Ost-Richtung verlaufende Otterbach streift den Norden der Gemarkung. Unmittelbar südlich des Siedlungsgebiets verläuft der Bruchbach. Nachbargemeinden sind – im Uhrzeigersinn – Niederotterbach, Vollmersweiler, Wörth am Rhein (Ortsbezirk Schaidt), Scheibenhardt, Salmbach (F), Wissembourg (F) und Kapsweyer.
Zu Steinfeld gehören die Ortsteile Kleinsteinfeld und Bahnhof Schaidt sowie der unmittelbar an der Grenze zu Frankreich liegende Wohnplatz Bienwaldziegelhütte.

## Geschichte
In einer Urkunde vom 4. April 1250 wurde Steinfeld erstmals erwähnt.
Ab Ende des 18. Jahrhunderts war die Gemeinde Teil der Französischen Republik, anschließend bis 1815 Teil des Napoleonischen Kaiserreichs und in den Kanton Bergzabern im Departement des Niederrheins eingegliedert. 1815 wurde sie Österreich zugeschlagen. Bereits ein Jahr später wechselte sie wie die gesamte Pfalz in das Königreich Bayern. Von 1818 bis 1862 gehörte Steinfeld dem Landkommissariat Bergzabern an; aus diesem ging das Bezirksamt Bergzabern hervor. Im Zuge des Pfälzischen Aufstandes wurde Steinfeld im Juni 1849 außerdem von seinen Nachbarorten überfallen, was schließlich zur Anklag-Akte beitrug.

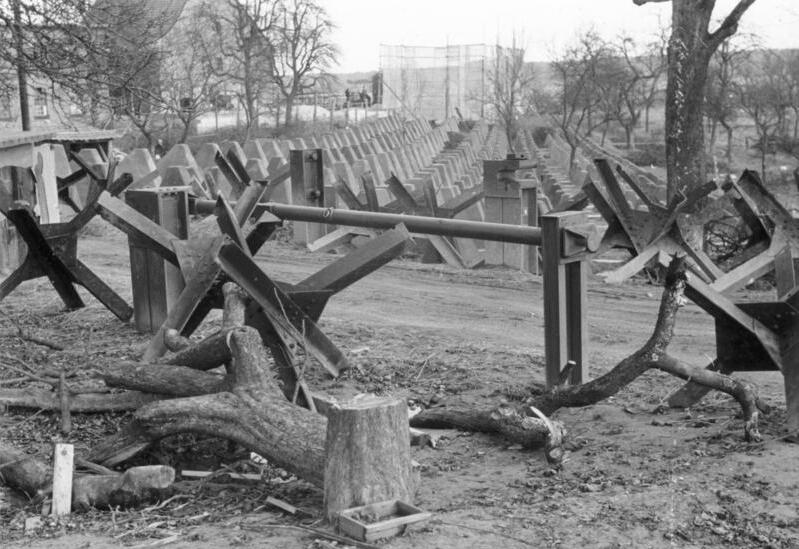
Sperranlagen des Westwalls

Ab 1938 entstanden in und bei Steinfeld über 100 Anlagen des Westwalls, darunter Bunker, Höckerlinien, Panzergräben und Stacheldrahthindernisse. Ein Jahr später wurde die Gemeinde in den Landkreis Bergzabern eingegliedert.
Zu Beginn des Zweiten Weltkriegs wurden die Bewohner Steinfelds nach Lichtenfels in Oberfranken evakuiert, da der Ort in der sogenannten „Roten Zone“ unmittelbar an der Grenze zu Frankreich lag. Im Gegensatz zu den Nachbarorten, deren Bewohner im Juli 1940 zurückkehren konnten, blieb Steinfeld bis zum Sommer 1942 geräumt, da der Ort vom Gauleiter Josef Bürckel zur „Neuordnungsgemeinde“ erklärt worden war. Nach den Vorstellungen der Nationalsozialisten sollte am Westwall ein „Musterdorf“ entstehen. Ein Drittel der Häuser Steinfelds wurden abgerissen; die geplanten Neubauten unterblieben kriegsbedingt, so dass viele Bewohner obdachlos wurden. Bei Kriegsende wurde Steinfeld erneut evakuiert. Bei Kämpfen zwischen deutschen und amerikanischen Truppen wurden 90 % der Häuser beschädigt oder zerstört.
Nach dem Krieg wurde die Gemeinde innerhalb der französischen Besatzungszone Teil des damals neu gebildeten Landes Rheinland-Pfalz. Im Zuge der ersten rheinland-pfälzischen Verwaltungsreform wechselte der Ort am 7. Juni 1969 in den neu geschaffenen Landkreis Landau-Bad Bergzabern, der 1978 in Landkreis Südliche Weinstraße umbenannt wurde. 1972 folgte die Zuordnung Steinfelds zur ebenfalls neu gebildeten Verbandsgemeinde Bad Bergzabern. Im Jahre 2000 wurde die 750-Jahr-Feier abgehalten.

### Konfessionsstatistik
Mit Stand 30. Juni 2005 waren 71,2 % der Einwohner katholisch und 15,7 % evangelisch. Die übrige 13,1 % gehörten einer anderen Glaubensgemeinschaft an, waren konfessionslos oder machten keine Angaben. Der Anteil der Katholiken an der Gesamtbevölkerung ist seitdem beträchtlich gesunken. Mit Stand Oktober 2024 waren von den Einwohnern 48,7 % katholisch, 15,2 % evangelisch und 36,2 % gehörten sonstigen oder keinen Glaubensgemeinschaften an oder machten keine Angaben.

## Politik

### Gemeinderat
Der Gemeinderat in Steinfeld besteht aus 16 Ratsmitgliedern, die bei der Kommunalwahl am 9. Juni 2024 in einer personalisierten Verhältniswahl gewählt wurden, und der ehrenamtlichen Ortsbürgermeisterin als Vorsitzender.
Die Sitzverteilung im Gemeinderat:
| Wahl | SPD | CDU | FWG | Gesamt   |
| ---- | --- | --- | --- | -------- |
| 2024 | 6   | 10  | –   | 16 Sitze |
| 2019 | 7   | 9   | –   | 16 Sitze |
| 2014 | 7   | 9   | –   | 16 Sitze |
| 2009 | 7   | 7   | 2   | 16 Sitze |
| 2004 | 7   | 6   | 3   | 16 Sitze |

### Bürgermeister
Diana Nowak (CDU) wurde am 3. Juli 2024 Ortsbürgermeisterin von Steinfeld. Bei der Direktwahl am 9. Juni 2024 hatte sie sich mit einem Stimmenanteil von 64,9 % gegen einen Mitbewerber durchgesetzt.

### Wappen
| Wappen von Steinfeld | Blasonierung: „In Blau ein mit einem roten Schlüssel mit abwärts gekehrtem Bart belegter goldener Schrägbalken, beseitet oben links von einem quadratischen facettierten silbernen Stein, unten rechts von einem schwebenden gleichschenkligen silbernen Kreuz.“ |
| Wappen von Steinfeld | Wappenbegründung: Es wurde 1983 von der Bezirksregierung Neustadt genehmigt. Der Stein geht zurück auf ein Siegel aus dem Jahr 1754. Das Kreuz erinnert an das Hochstift Speyer und der Schlüssel an das Kloster Weißenburg. Im großen Wappenbuch der Pfalz ist in der Begründung fälschlicherweise ein Krummstab der Abtei Weißenburg genannt. Gemeint ist jedoch – wie in der Begründung des Wappens von Schweighofen – der Petrusschlüssel, der ebenfalls für das Kloster Weißenburg steht. |

### Partnergemeinden
Seit dem 16. Oktober 1982 besteht eine Partnerschaft mit dem Markt Dirlewang im Unterallgäu. Die Partnerschaft entstand infolge persönlicher Kontakte von Sängern und Musikern beider Gemeinden.

## Kultur und Sehenswürdigkeiten

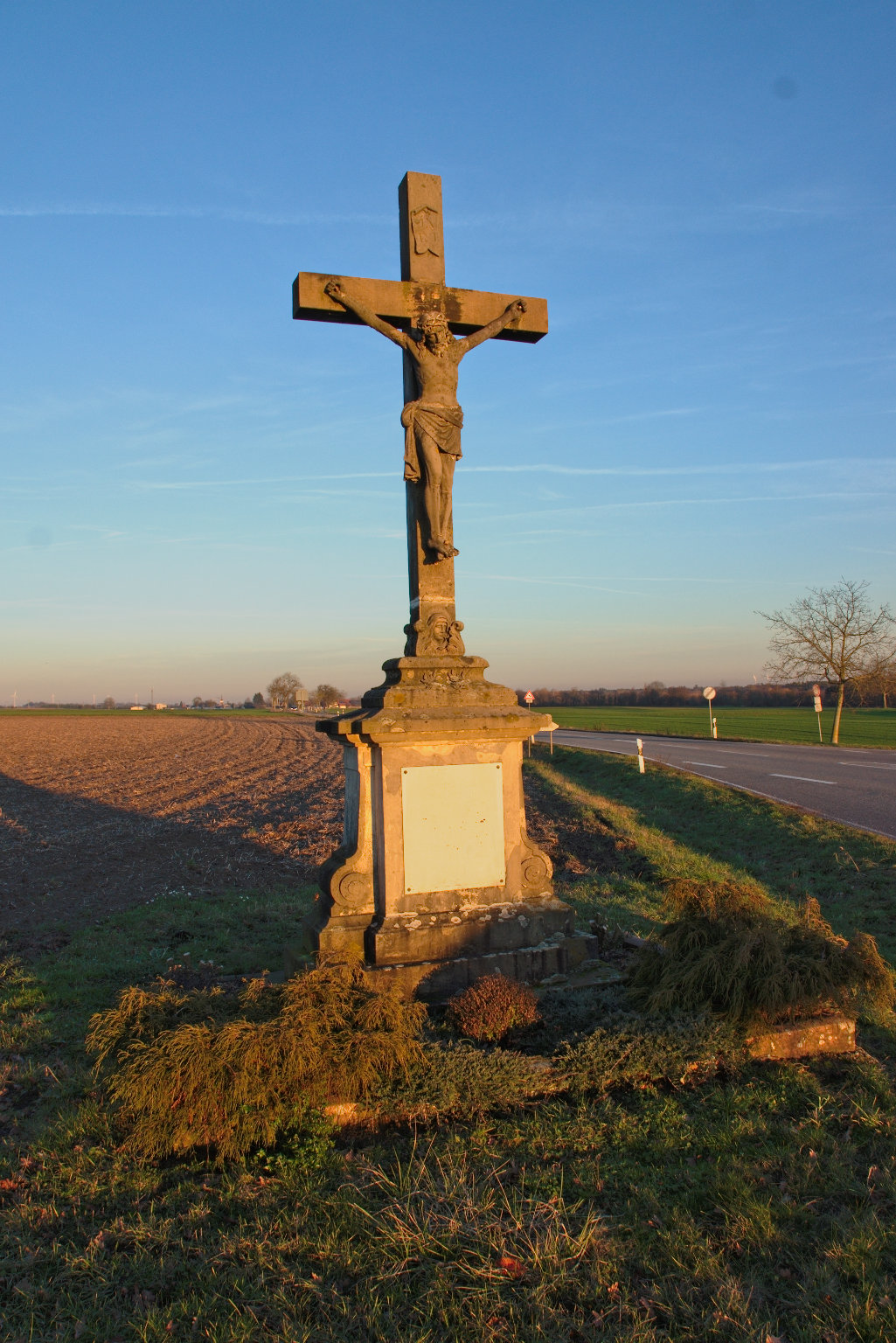
Wegekreuz außerhalb der Wohnbebauung
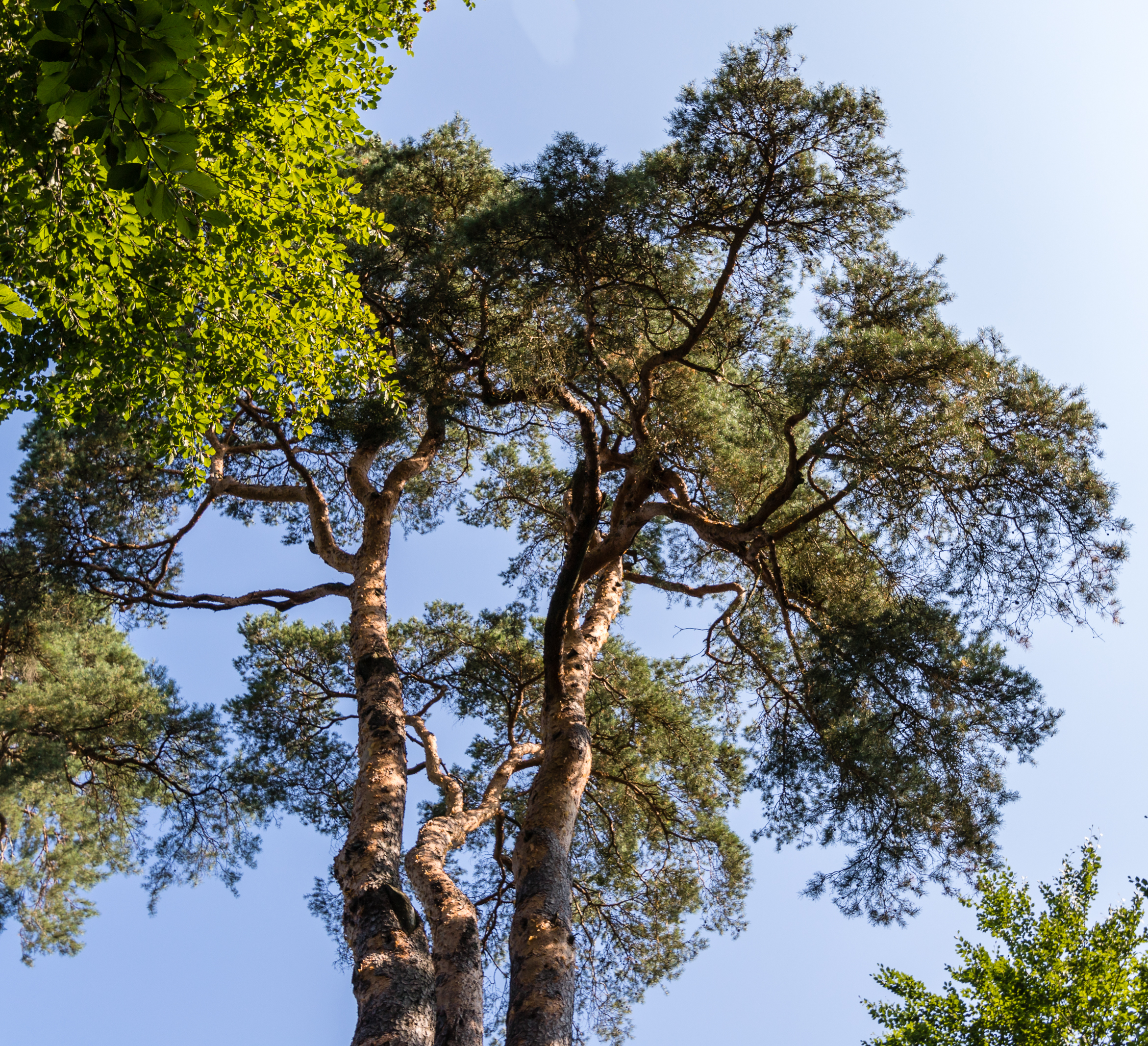
Naturdenkmal Waldkiefer

- Der in Steinfeld gesprochene Südpfälzer Dialekt gehört zur Vorderpfälzischen Dialektgruppe.
- Alljährlich findet am ersten Juliwochenende das Heidelbeerernte- und Musikfest statt. Dabei wird eine Heidelbeerprinzessin gekrönt.
- 2007 wurde bei Steinfeld das erste Teilstück des Westwall-Wanderwegs eröffnet. Es wurde vom 2003 gegründeten Verein zum Erhalt der Westwall-Anlagen errichtet und führt an ehemaligen Panzergräben entlang.[11]

## Wirtschaft und Infrastruktur

### Wirtschaft
Steinfeld ist ein Winzerort und als solcher Teil des Weinanbaugebiets Pfalz. Vor Ort befindet sich die Einzellage Herrenwingert (15,1 ha) als Teil der Großlage Guttenberg. Das Einkaufszentrum Kakteenland bietet exotische Pflanzen an.

### Verkehr
Steinfeld liegt an der 1855 eröffneten Maximiliansbahn (Neustadt–Wissembourg). Der nächstgelegene Bahnhof war zunächst Schaidt, der sich im äußersten Osten der Gemarkung weitab der Kerngemeinde nahe dem Nachbarort befand. Einige Jahre später wurde er in Schaidt-Steinfeld umbenannt. Ab Mitte der 1870er Jahre bestand mit dem Bahnhof Kapsweyer eine zusätzliche nahe Zustiegsmöglichkeit.
Dennoch favorisierte Steinfeld einen ortsnahen Bahnhalt. Ein solcher entstand erst 1928 am südlichen Ortsrand. Er erhielt ein kleines Empfangsgebäude und war ausschließlich für den Personenverkehr zuständig. Die Gemeinde musste 20.000 Reichsmark zu seiner Errichtung beisteuern und wurde vertraglich verpflichtet, keinen parallelen Kraftwagenverkehr einzurichten. Die Station Schaidt-Steinfeld erhielt daraufhin wieder ihren ursprünglichen Namen. 1975 wurde der Personenverkehr zwischen Winden und Wissembourg eingestellt, 1997 jedoch reaktiviert. Eine Wiederinbetriebnahme des früheren Bahnhof Schaidt blieb zugunsten der Neueröffnung eines ortsnahen Haltepunkts für die Nachbargemeinde jedoch aus.
Seither gelten die Tarife der Verkehrsverbünde KVV sowie VRN. Der Haltepunkt Steinfeld wird stündlich von Regionalbahnen nach Wissembourg und Neustadt an der Weinstraße (über Winden und Landau) bedient.

## Persönlichkeiten

### Ehrenbürger
- Willi Gerdon war von 1970 bis 1989 Ortsbürgermeister und 1982 als Vorsitzender des Musikvereins Concordia[14] Initiator der Gemeindepartnerschaft mit Dirlewang. Am 24. Mai 2009 wurde ihm dafür die Ehrenbürgerwürde verliehen.[15]
- Kurt Beck, dem damaligen Ministerpräsidenten von Rheinland-Pfalz, der als Bürger der Gemeinde von 1989 bis 1994 Ortsbürgermeister war, wurde am 24. Mai 2009 die Ehrenbürgerwürde verliehen.[15]

### Söhne und Töchter der Gemeinde
- Oswald Beck (1928–2018), Deutschdidaktiker und Hochschullehrer
- Hugo A. Katus (* 1951), Kardiologe und Hochschullehrer, Präsident der Deutschen Gesellschaft für Kardiologie

### Personen, die vor Ort gewirkt haben
- Franz Vogel (1850–1926) war vor Ort Kaplan.